# Ходынино
Ходынино — село в Рыбновском районе Рязанской области России, административный центр Ходынинского сельского поселения. 

## География
Село на востоке примыкает к райцентру городу Рыбное, в 12 км на северо-запад от Рязани. Расположено на правом берегу реки Дубянка.

## История
В качестве села Ходынино упоминается в платежной Рязанской книге 1528 года. По окладным книгам 1676 года село значится в Перевитинской десятине, в приходе к существовавшей Никольской церкви состояло 62 двора, в числе которых было 4 помещиковых. В 1831 году генерал-майором Емельяном Осиповичем Павленковым в селе была построена двухэтажная церковь в честь Преображения Господня и Владимирской Иконы Божьей Матери.
В XIX — начале XX века село входило в состав Рыбновской волости Рязанского уезда Рязанской губернии. В 1905 году в селе было 173 двора.
С 1929 года село являлось центром Ходынинского сельсовета Рыбновского района Рязанского округа Московской области, с 1937 года — в составе Рязанской области, с 2005 года — центр Ходынинского сельского поселения.
В конце XX века часть села, расположенная на левом берегу Дубянки, была передана в состав города Рыбное.

## Население
| 1859 | 1897 | 1906 | 2010 |
| ---- | ---- | ---- | ---- |
| 745  | ↗891 | ↗903 | ↘720 |